# Kreuzigungsbildstock (Kitzingen, 1274)

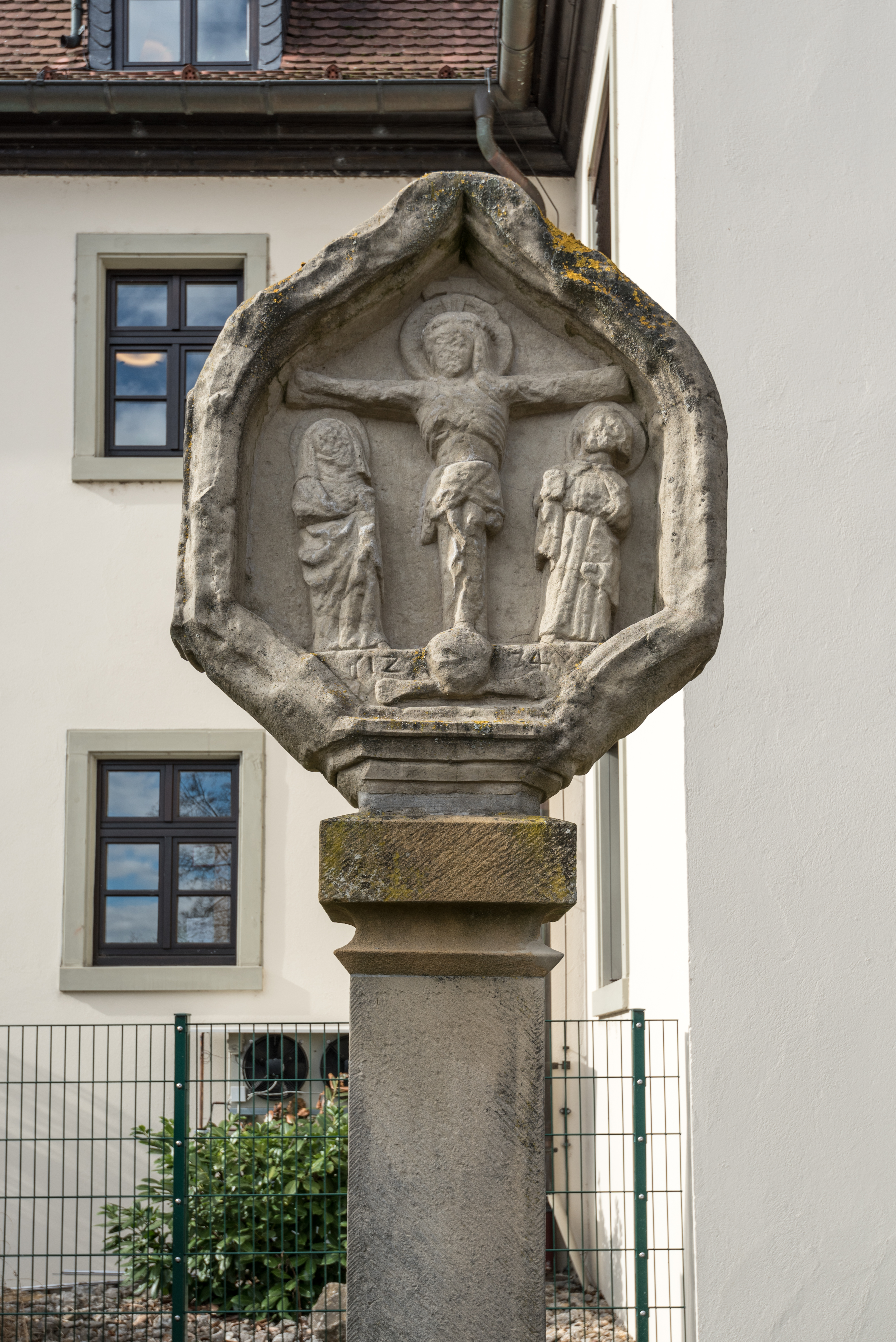
Der Bildstockaufsatz in Kitzingen

Der Kreuzigungsbildstock aus dem Jahr 1274 gehört zu den ältesten Bildstöcken in der Bildstocklandschaft Franken. Der Stock steht heute am Rande des Alten- und Pflegeheims St. Elisabeth in der Kapuzinerstraße in der Altstadt des unterfränkischen Kitzingen.

## Geschichte
Der Bildstock in der Kitzinger Kapuzinerstraße gehört zu den ältesten seiner Art in Franken. Die eingeritzte Inschrift unterhalb des Aufsatzes beschreibt das Jahr 1274 als Errichtungsjahr, die zeitweise auch als 1224 gelesen wurde. In der Literatur wurde diese Frühdatierung immer wieder diskutiert. Wäre der Bildstock dem 13. Jahrhundert zuzuordnen, würde er der Übergangszeit zwischen Romanik und Gotik entstammen. Als Spätdatierung wurde jedoch immer wieder auch das 14. Jahrhundert in Betracht gezogen. 
Der Standort des Bildstocks wechselte im Laufe der Jahrhunderte immer wieder. Er fand wohl Aufstellung im Deusterpark an der Mainstockheimer Straße, später war er an der Alten Poststraße in der Nähe der heutigen Nordtangente zu finden. Zuletzt war der Bildstock an der Landwehrstraße in der Nähe des alten Kitzinger Krankenhauses aufgestellt, ehe er Anfang der 2000er Jahre in die Grünanlage des Pflegeheims St. Elisabeth versetzt wurde. Das Bayerische Landesamt für Denkmalpflege ordnet den Stock als Baudenkmal ein.

## Beschreibung
Der mittelalterliche Schaft des Bildstocks ging im Laufe der Zeit verloren, weswegen man den Aufsatz auf einem neuzeitlichen Unterbau anbrachte. Es handelt sich um eine schlichte Rechtecksäule, die im oberen Teil eingeschnürt wurde. Der Aufsatz ist achteckig und wurde aus einem einzigen Stein geschaffen. Im Zentrum steht die Kreuzigung Christi. Das Relief des Gekreuzigten überragt die beiden Assistenzfiguren, bei denen es sich wohl um Maria und Johannes handelt. Zwei Reliefs an den Schmalseiten sind nicht mehr eindeutig zu identifizieren. Lediglich eine Figur mit Mitra und Bischofsstab kann ausgemacht werden. Alle Reliefs sind von voranschreitender Verwitterung gezeichnet. 